# Lîmarivka, Markivka
Lîmarivka (în ucraineană Лимарівка) este un sat în comuna Proseane din raionul Markivka, regiunea Luhansk, Ucraina.

## Demografie
Componența lingvistică a localității Lîmarivka
     Ucraineană (91,04%)
     Rusă (8,96%)
Conform recensământului din 2001, majoritatea populației localității Lîmarivka era vorbitoare de ucraineană (91,04%), existând în minoritate și vorbitori de rusă (8,96%).